# 貴ガス化合物
貴ガス化合物（きガスかごうぶつ、英: noble gas compound）とは、周期表の最も右に位置する第18族元素、すなわち貴ガス元素を含む化合物の総称。

## 歴史と背景
当初、貴ガス元素は他の元素と化合物を作ることはできないと考えられていた。それは、貴ガス元素の最外殻に電子が満たされているか、最外殻電子数が8個であり、化学的に非常に安定で反応性が低いことによる。
ネオンとそれよりも重い貴ガス元素では、外側に持つs殻とp殻がすでに電子で満たされている。他の元素と化合物を作るためにはその状態から電子の与奪を行わなければならない。貴ガス元素へ高いイオン化エネルギーを加えるか、ゼロに近い電子親和力を駆動力とする必要があることから、反応性は全く予期されていなかった。
しかし1933年にライナス・ポーリングは、重い貴ガスはフッ素や酸素と化合物を作れると予想した。特に彼は、六フッ化クリプトン (KrF6) と六フッ化キセノン (XeF6) が存在し得ることを予想し、あわせて XeF8 は不安定な化合物として存在するかもしれないとの推測、キセノン酸から過キセノン酸の塩が作れるのではないかとの示唆を行った。これらの予想は多くが的中したが、XeF8 は熱力学的にも速度論的にも不安定とされ、2009年に至るまで合成された例はない。
重い貴ガス元素は軽いものよりも多くの電子殻を持つ。ゆえに、原子の外側にある電子は内側の電子からより強い遮蔽効果を受ける。さらに最外殻電子の主量子数も大きくなり、軌道は原子核から遠ざかる。これらは最外殻電子と原子核との引力を弱め貴ガス元素であってもイオン化しやすくなる。なお、こういった「同じ族なら周期表の下の元素ほど最外殻電子の束縛が弱い」というのは貴ガスに限らず一般的に見られる傾向である。この結果、重い貴ガス元素では電気陰性度の非常に大きい元素、フッ素や酸素と安定な化合物を作れるところまでイオン化エネルギーが低下する。

## 1962年以前の貴ガス化合物
1962年以前には、貴ガスの化合物として単離されたものはクラスレートのみであった（氷クラスレートを含む）。他には配位化合物のスペクトルによる検出が行われた程度である。

### クラスレート
クラスレートはかご状化合物とも呼ばれるもので、ある化合物の結晶格子中の隙間に貴ガス原子がとらえられた化合物である。ゲストとなる貴ガス原子の大きさは、ホストとなる結晶格子の隙間の大きさに合うものでなければならない。例えば、Ar、Kr、Xe はβ-ヒドロキノンとクラスレートを形成するが、He や Ne は小さすぎて隙間を通り抜けてしまう。
クラスレートは Ar、Kr、Xe と He や Ne の分離や、 Ar、Kr、Xe の輸送に利用されてきた。また、85Kr のクラスレートはベータ線、133Xe のクラスレートはガンマ線の安全な線源となる。

### 配位化合物
配位化合物（錯体）としては Ar•BF3 のようなものが低温で存在すると予想されていたが、いまだに証明されてはいない。また、電子の衝突によって WHe2 あるいは HgHe2 が生成したと報告されているが、その後の研究により、それらはおそらく金属表面に吸着されたHeであって、真の化合物ではないとされている。
なお貴ガス錯体に関しては、現在では気相実験や低温での貴ガスマトリクス中での反応などにより、アルキルベンゼン-Arファンデルワールス錯体や、様々な金属錯体が作成され研究が行われている。
ただしこれらのほとんどは準安定状態であり、大部分は液体窒素温度よりも遥かに低い温度で分解する。

### 水和物
水中に貴ガスを圧縮すると水和物が生成するとされる。大きな双極子モーメントを持つ水分子が貴ガス原子に誘起双極子モーメントを発生させ、その結果双極子モーメント-双極子モーメント相互作用が生じる、と考えられている。原子番号がより大きい原子は誘起する双極子モーメントが大きいため、Xe•6H2O が最も安定な水和物であるとされている。

## 真の貴ガス化合物
1962年に、ニール・バートレットは強い酸化剤である六フッ化白金 PtF6 が酸素分子 O2 をジオキシゲニル O2+ へ酸化することを見出した。O2 のイオン化に必要なエネルギー (1165 kJ mol–1) はキセノン Xe を陽イオン Xe+ へ酸化するために必要なエネルギー (1170 kJ mol–1) に近かったことから、バートレットは Xe と PtF6 との反応を試みた。すると結晶状の生成物が得られ、ヘキサフルオロ白金酸キセノン Xe+[PtF6]- と推定された。これが貴ガス元素と他の元素との「真の」化合物の最初の例とされる。
1962年の後半に、Howard Claassen らはキセノンとフッ素とを高温 (400 ℃, 1 h) で作用させ、四フッ化キセノン XeF4 を合成した。これが二種類の元素のみから成る単純な貴ガス化合物の最初の例である。
近年までいくつかの貴ガス化合物が合成されてきた。中でもキセノン化合物はフッ化物（二フッ化キセノン XeF2 市販品が入手可能、四フッ化キセノン XeF4、六フッ化キセノン XeF6）、オキシフッ化物（オキシ二フッ化キセノン XeOF2、オキシ四フッ化キセノン XeOF4、ジオキシ二フッ化キセノン XeO2F2、トリオキシ二フッ化キセノン XeO3F2、ジオキシ四フッ化キセノン XeO2F4）、酸化物 (三酸化キセノン XeO3、四酸化キセノン XeO4）などいくつかの種類が知られる。二フッ化キセノンはキセノンとフッ素分子の気体を太陽光にあてるだけで得られる。キセノンのフッ化物を得ようとしていた過去50年余りの間、二通りの気体を混ぜる取り組みはさまざまになされてきたが、太陽光を利用する試みはなされていなかったのである。
キセノン以外の貴ガス元素については、ラドンはフッ素と反応して二フッ化ラドン RnF2 を与える。二フッ化ラドンは固相において黄色い光を発する。クリプトンもフッ素と反応して二フッ化クリプトンを与える。アルゴンの化合物は2000年に、アルゴンとフッ化水素からアルゴンフッ素水素化物 (HArF) が生じることが極低温下において観測され初めての例となった。
近年キセノンについては、一般式が XeOxY2（x = 1, 2, 3; Y = 電子求引基 例: CF3、C(SO2CF3)3、N(SO2F)2、N(SO2CF3)2、OTeF5、O(IO2F2)、など）と表される多彩な化合物群が知られる。キセノンは酸素や窒素、炭素、金、過キセノン酸、ハロゲン化物イオン、ほか錯イオンと結合する。それらの化合物群は周期表で隣り合うヨウ素の超原子価化合物群と似る。化合物 Xe2Sb2F11 は Xe-Xe 結合を持ち、それはこれまで知られている中で最も長い結合である (308.71 pm)。
2017年にはこれまで合成されたことなかった真のヘリウム化合物であるヘリウム化二ナトリウム が超高圧下で存在することが米国、ロシア、中国、欧州の国際研究チームによる研究で判明した。また同時にヘリウム化酸化二ナトリウムが安定的に存在することが予測された。なおネオンの化合物については認められた化合物はない。

## 貴ガス内包フラーレン

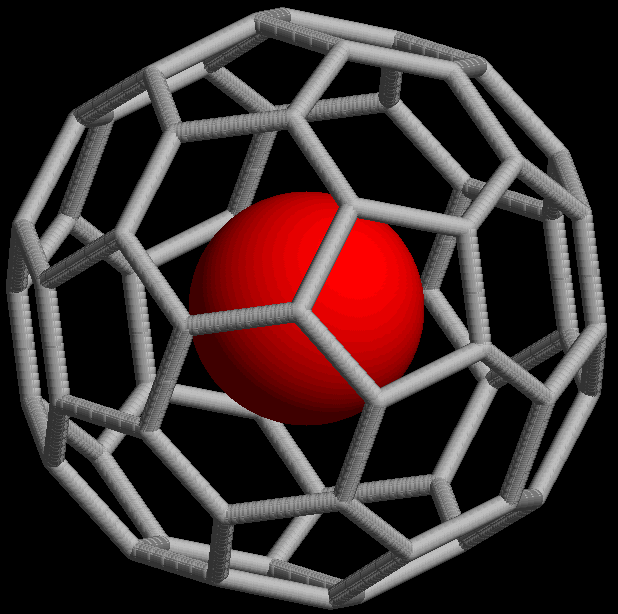
貴ガス内包フラーレンの分子模型

貴ガスは内包フラーレン化合物、すなわちフラーレン分子の中に貴ガス原子がとらえられた化合物を形成することも知られている。1993年、C60 を約3バールのHeやNe雰囲気にさらすと He@C60 や Ne@C60 のような包摂化合物が生成することが報告された。そのような条件下では、C60 分子のうち650,000個に1個がヘリウム原子を取り込むとされている。3000バール程度のより高圧下では、生成率は0.1%まで上がる。アルゴン、キセノン、クリプトンの内包化合物も得られている。

## 利用
貴ガス化合物の利用法はおおむね、酸化剤として、またはより密度が高い状態にすることによる貴ガスの貯蔵、のいずれかである。キセノン酸は反応後にキセノンが気体として遊離するのみであるため、不純物が混入することのない有用な酸化剤である。唯一オゾンのみがこれに比肩するものであるとされる。過キセノン酸はさらに強力な酸化剤であり、フッ化キセノン類は優れたフッ素化剤である。
クリプトンやキセノンの放射性同位体は貯蔵や処分が難しいが、化合物とすることにより気体状態よりも取り扱いが容易になる。
キセノンの短寿命のエキシマー Xe2* や貴ガスのハロゲン化物（XeCl2 など）はエキシマレーザーで利用される。